# Stilobezzia nebulosa
Stilobezzia nebulosa är en tvåvingeart som beskrevs av Tokunaga 1963. Stilobezzia nebulosa ingår i släktet Stilobezzia och familjen svidknott. Inga underarter finns listade i Catalogue of Life.